# رأب جناحي الأنف
رأب جناحي الأنف (بالإنجليزية: Alarplasty)‏، هو إجراء جراحي تجميلي يتم فيه إزالة إسفين من جناح الأنف لتغيير شكل فتحات الأنف. يمكن استخدام رأب جناحي الأنف لزيادة عرض فتحتي الأنف أو تقليلهما، إما لأسباب تجميلية أو وظيفية. في البشر قد يجعل الرأب الأنفَ أضيق بشكلٍ ملحوظ.
التورم المؤقت هو إحدى المضاعفات الشائعة لعملية الرأب.